# BSG Chemie Leipzig
BSG Chemie Leipzig – niemiecki klub piłkarski z siedzibą w mieście Lipsk, działający w latach 1949–1990.

## Historia
Klub został założony w 1949 roku jako ZSG Industrie Lipsk w wyniku fuzji zespołów SG Leipzig-Leutzsch, SG Lindenau-Hafen, SG Lindenau-Aue, SG Leipzig-Mitte oraz SG Böhlitz-Ehrenberg. Rozpoczął wówczas grę w pierwszej lidze NRD. W 1954 roku klub został przekształcony w SC Lokomotive Leipzig. Kontynuował on występy w pierwszej lidze, a w 1963 roku utworzono na nowo BSG Chemie. Klub dwukrotnie zdobył mistrzostwo NRD (1951, 1964), a także dwa razy Puchar NRD (1957, 1966). Do końca istnienia w 1990 roku, w pierwszej lidze spędził 28 sezonów, a w drugiej – 13.
W maju 1990 Chemie zmieniło nazwę na Grün-Weiß Lipsk, a następnie połączyło się z Chemie Böhlen, tworząc FC Sachsen Lipsk. W 1997 roku powstał klub również noszący nazwę BSG Chemie Leipzig.

## Występy w lidze
| Liga         | Poziom | Sezony | Lata                                                  |
| ------------ | ------ | ------ | ----------------------------------------------------- |
| DDR-Oberliga | I      | 28     | 1949–1971, 1971–1974, 1975–1976, 1979–1980, 1983–1985 |
| DDR-Liga     | II     | 13     | 1971–1972, 1974–1975, 1976–1979, 1980–1983, 1985–1990 |

## Europejskie puchary
Legenda do wszystkich tabel:
- Q – runda eliminacyjna, 1/16, 1/8, 1/4, 1/2 – odpowiednia faza rozgrywek, Grupa – runda grupowa, 1r gr – pierwsza runda grupowa, 2r gr – druga runda grupowa, F – finał, R – runda, PO – play-off
- k. – rzuty karne, los. – losowanie, Dogr. – dogrywka, w. – zasada bramek strzelonych na wyjeździe

| Sezon   | Rozgrywki                 | Runda | Przeciwnik     | Dom | Wyjazd | Ogólnie |
| ------- | ------------------------- | ----- | -------------- | --- | ------ | ------- |
| 1964/65 | Puchar Europy             | Q     | Győri ETO FC   | 0–2 | 2–4    | 2–6     |
| 1966/67 | Puchar Zdobywców Pucharów | 1R    | Legia Warszawa | 3–0 | 2–2    | 5–2     |
| 1966/67 | Puchar Zdobywców Pucharów | 1/8   | Standard Liège | 2–1 | 0–1    | 2–2, w. |